# Klukwan, Alaska
Klukwan, Alaska (енгл. Klukwan) насељено је место без административног статуса у америчкој савезној држави Аљаска.

## Демографија
По попису из 2010. године број становника је 95, што је 44 (-31,7%) становника мање него 2000. године.
| Група             | 2000.      | 2010.    |
| Белци             | 14 (10,1%) | 8 (8,4%) |
| Афроамериканци    | 0 (0,0%)   | 0 (0,0%) |
| Азијати           | 1 (0,7%)   | 1 (1,1%) |
| Хиспаноамериканци | 5 (3,6%)   | 2 (2,1%) |
| Укупно            | 139        | 95       |